# 白翅迪卡雀
白翅迪卡雀（学名：Idiopsar speculifer），是雀形目裸鼻雀科的一种鸟类。它们分布在秘鲁南部、智利北部、玻利维亚西北部和阿根廷西北部。